# Židovský hřbitov v Rajci
Židovský hřbitov v Rajci se nachází asi 1,2 km východně od historického jádra města, nedaleko evangelického hřbitova.  Je obdélníkového tvaru a po celém obvodu je ohrazen kamennou zdí. Dovnitř se vcházelo dvěma brankami, z nichž dolní je již zazděná. Uprostřed je pozůstatek kamenné zdi, která pravděpodobně oddělovala ortodoxní a neologickou část, i na samotném hřbitově lze vidět odlišné náhrobní kameny v dolní a horní části. Nejstarší macevy mají texty pouze v hebrejštině, na pozdějších jsou již nápisy kombinovány s němčinou. Přestože Městský úřad Rajec uvádí tento hřbitov (spolu s evangelickým a městským) mezi místy určenými k pohřbívání, v současné době je nevyužívaný.